# Acocomotla
Acocomotla är en ort i Mexiko.   Den ligger i kommunen Chilchotla och delstaten Puebla, i den sydöstra delen av landet, 200 km öster om huvudstaden Mexico City. Acocomotla ligger 2 635 meter över havet och antalet invånare är 760.
Terrängen runt Acocomotla är kuperad åt nordost, men åt sydväst är den bergig. Terrängen runt Acocomotla sluttar österut. Runt Acocomotla är det ganska tätbefolkat, med 65 invånare per kvadratkilometer. Närmaste större samhälle är Rafael J. García, 4,4 km sydost om Acocomotla. I omgivningarna runt Acocomotla växer i huvudsak blandskog.